# 12292 Dalton
12292 Dalton è un asteroide della fascia principale. Scoperto nel 1991, presenta un'orbita caratterizzata da un semiasse maggiore pari a 3,1481513 UA e da un'eccentricità di 0,0860652, inclinata di 6,21686° rispetto all'eclittica.